# Distrito de Gisor
Gisor (en tayiko: Ноҳияи Ҳисор ) es un distrito de Tayikistán, en la Región bajo subordinación republicana . 
Comprende una superficie de 3987 km².
El centro administrativo es la ciudad de Gisor.

## Demografía
Según estimación 2009 contaba con una población total de 165756 habitantes.

## Otros datos
El código ISO es TJ.RR.GI, el código postal 737450 y el prefijo telefónico +992 3139.